# Mount Morris (miasto w stanie Nowy Jork)
Mount Morris – miasto w Stanach Zjednoczonych, w stanie Nowy Jork, w hrabstwie Livingston.